# 베이이
베이이 (Veii, 이탈리아어: Veio)는 에트루리아 남쪽 경계에 위치한 중요한 고대 에트루리아인 도시이자 이탈리아 로마에서 북북서쪽으로 16 km (9.9 mi) 떨어져 있다. 현재는 로마 코무네의 이솔라 파르네세에 위치해 있다. 베이의 도시 국가와 관련된 다른 많은 유적지들은 바로 북쪽에 있는 포르멜로에 있다. 포르멜로는 베이 사람들이 처음 만들었던 배수로의 이름을 따서 명명되었다.
베이는 에트루리아 동맹에서 가장 부유한 도시였다. 이곳은 300년 이상 동안 로마 왕국과 나중에는 로마 공화국과 번갈아 가며 전쟁과 동맹을 맺었다. 결국 기원전 396년 카밀루스 장군의 로마군에게 베이 전투에서 함락되었다. 베이는 로마인들에게 점령된 후에도 계속 점유되었다.
이 지역은 현재 라치오 지역 당국이 1997년에 설립한 파르코 디 베이오(Parco di Veio)의 일부로 보호 구역이다.

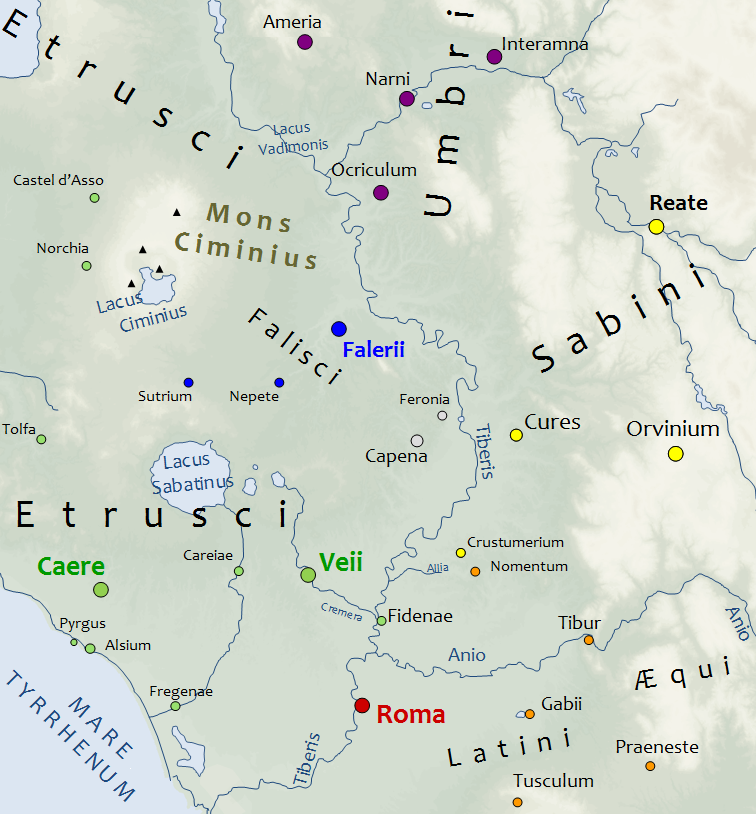
기원전 450년경 베이 이웃 지역

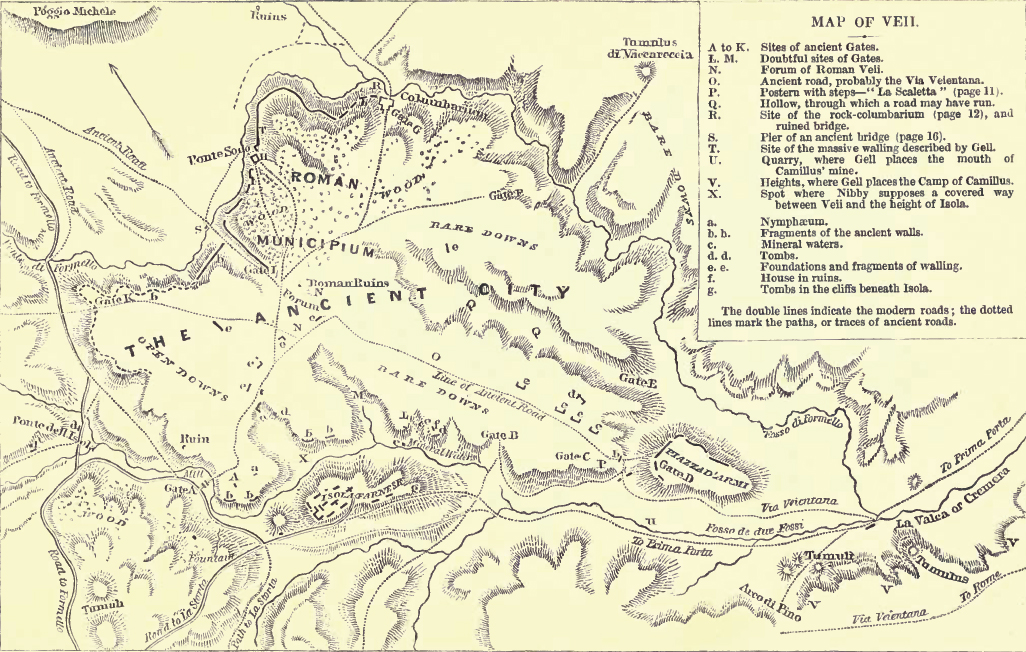
베이 유적지

## 유적지

### 베이 시
베이 시는 주로 면적이 190 헥타르 (470 에이커)인 응회암 고원에 위치해 있다.
발케타 강은 플라미니아 가도를 따라 라바로 남쪽에서 몇 마일 동쪽으로 흘러 티베르강과 합류하며, 베이의 영토는 이 지역을 포함했다.
티베르 강과의 근접성과 내륙으로 이어지는 무역로(나중에 플라미니아 가도가 됨)는 베이의 번영을 증진시켰다. 베이 사람들은 인근 그리스와 레반트 지역을 구성했던 페니키아인들과 거래했던 것으로 알려져 있다. 기원전 8세기까지 거슬러 올라가는 많은 그리스 도자기 파편들이 유적지 전역에서 발견되었다. 강이 베이에 부를 가져다주었지만, 이는 또한 라티움 지배를 놓고 로마와의 경쟁을 야기했다.
유노 신전은 도시에서 가장 크고 존경받는 신전이었다.
가장 눈에 띄는 기념물은 기원전 7세기부터 시작된 미네르바 신전으로, 도시 바로 외곽의 중요한 길(현대 포르토나치오)을 따라 위치해 있다. 기원전 7세기경 부의 유입이 있기 전에는 베이 사람들은 야외에서 신들을 숭배하는 것을 선호했다. 초기 "신전"은 나뭇잎으로 둘러싸인 작은 신당으로 구성되었다. 별에 대한 친화력 때문에 많은 베이 사람들은 밤하늘 아래에서 숭배하는 것을 선호했다. 도시가 번성하기 시작하자 나무와 돌로 된 공식 신전이 지어졌다. 이 신전은 에트루리아에서 가장 오래되고 가장 존경받는 신전 중 하나였으며, 화려한 다색 테라코타 장식으로 두드러졌으며, 그 중 상당수는 오늘날 빌라 줄리아에서 볼 수 있다. 이 신전에는 기원전 510년경의 아폴로 신전이 포함되어 있었고, 이 신전에는 베이의 아폴로(현재 국립 에트루리아 박물관 소장)가 있었다.
아우구스투스 치하에 지어진 인상적인 온천탕과 포럼은 최근 몇 년 동안 부분적으로 발굴되었다.
많은 부유한 분구묘와 널방무덤이 발견되었다. 가장 유명한 것은 1843년에 발굴된 그로타 캄파나(Grotta Campana)로, 가장 오래된 것으로 알려진 에트루리아 프레스코를 가진 널방무덤이다.
도시 고원으로 이어지는 긴 터널도 있으며, 이는 티투스 리비우스가 베이 전투에서 로마의 승리를 설명한 기록을 뒷받침할 수 있다.
베이의 성벽은 작은 부분만 남아 있으며, 두 개의 교차하는 물줄기를 따라 도랑으로 사용하고, 고원 건너편에 벽을 세워 삼각형을 형성했다.

### 피아차 다르미(Piazza d'Armi)
모든 에트루리아 요새는 높은 곳에 지어졌으며, 베이도 예외는 아니었다. 아르크(Arx) 또는 성채는 두 물줄기가 합류하는 각도 내의 절벽으로 구분된 곶에 위치해 있었으며, 로마 시대에 도로가 지나던 골짜기에 의해 주 능선과 거의 분리되어 있었다. 오늘날에는 고고학 유적지인 피아차 다르미("군사 광장")가 그 위치를 표시한다.

### 에트루리아 동맹
에트루리아인에 둘러싸인 많은 미스터리에도 불구하고, 에트루리아 동맹이 지중해에서 가장 영향력 있는 조직 중 하나였다는 것은 잘 기록되어 있다. 에트루리아 문명은 도시 국가 연합으로 나뉘어 있었기 때문에, 동맹은 각 지도자들이 함께 모여 다양한 주제를 논의할 수 있도록 허용했다. 대회의나 유엔처럼, 정치가들은 법률, 세금, 영토 분쟁과 관련된 문제들을 논의했다. 동맹 자체에 대해서는 알려진 바가 거의 없지만, 학자들은 도시 국가들이 공통된 종교뿐만 아니라 동일한 언어의 다양한 변형을 공유했다는 것을 발견했다. 지도자들은 오르비에토 근처의 파눔 볼룸나이(Fanum Volumnae) 성역에서 매년 만났다.

### 미술
베이의 조각과 조상은 테라코타로 만들어졌다. 대부분의 도자기는 정교한 세부 장식으로 꾸며졌다. 에트루리아인들의 일상생활을 묘사하는 것이 매우 흔했다. 발굴된 많은 꽃병과 그릇에는 농부들이 농작물을 수확하고 동물을 기르는 모습, 그리고 맹렬한 불 속에서 일하는 대장장이의 모습이 그려져 있다. 전투 승리와 다른 업적들은 장례용 도자기에서 매우 인기 있는 주제였다.
도시의 인구와 부가 번성하면서 청동의 사용이 점점 더 흔해졌다. 베이 사람들은 처음에 말의 마구, 무기, 부채, 장신구, 거울에 금속을 사용했다.

### 매장 관행
매장과 화장의 사용은 정착지의 안정성에 따라 달라졌다. 초기에는 대부분의 시민들이 화장되었다. 부가 증가하면서, 개인들은 사랑하는 사람들을 정기적으로 방문하기 위해 가까이에 매장할 수 있게 되었다. 기원전 9세기까지 거슬러 올라가는 매장지가 발견되었다. 인류 매장이 점점 더 인기를 얻으면서 석관은 점점 더 정교해졌다. 테라코타를 사용하여 지역 조각가들은 자신들의 재능을 활용하여 관 주변에 장식을 추가하여 사망한 사람의 삶과 그들에게 가장 중요한 신들에 대한 상세한 기록을 만들었다. 무덤은 보통 감성적인 물건과 사후 세계에서 필요할 수 있는 물건으로 장식되었다.
전쟁이나 경제적 어려움이 있을 때는 화장의 사용이 증가했다. 그러나 그들의 조상들과는 달리 베이 사람들은 사랑하는 사람들의 유골을 소형 무덤에 보관함으로써 매장 전통을 계속 이어갔다. 석관처럼 유골함도 테라코타로 만들어졌으며, 사망한 개인에게 중요한 다양한 장면을 묘사했다. 물건들은 여전히 작은 무덤에 놓였지만, 재정 위기가 계속되면서 물건의 가치는 꾸준히 떨어졌다.

### 에트루리아어
1만 점 이상의 에트루리아어 필사본이 알려져 있다. 다양한 에트루리아어 문자의 예시가 고대 세계 전역에서 발견되었다.

## 역사

### 초기 역사
묘지 분석을 포함한 인구 분석을 통한 가장 이른 거주 증거는 후기 청동기 시대인 기원전 10세기까지 거슬러 올라간다. 작은 정착지들은 고원보다 더 넓은 지역에 흩어져 있었고, 베이의 고원 인구는 약 1,000명으로 안정적으로 추정되었다. 기원전 9세기 초 철기 시대(빌라노바 문화)에는 유물들이 고원에 국한되어 나타났지만, 각기 자체 묘지를 가진 독립된 정착지와 관련되어 있는 것으로 보인다. 기원전 8세기(빌라노바의 나머지)와 7세기(오리엔탈리징 양식)에는 정착지가 점차 밀집되어, 중앙 광장에 저수조를 중심으로 격자형으로 배치된 도시 구획을 갖춘 도시의 모습을 띠게 되었다. 이러한 증거는 베이 도시가 기원전 7세기에 기원전 10세기에 처음 정착한 인구, 아마도 에트루리아인에 의해 고전적인 형태로 형성되었음을 시사한다. 정착 초기에는 많은 집들이 얕은 참호 위에 나무로 구형으로 지어졌고 짚으로 된 지붕이 덮여 있었다. 기원전 7세기까지 베이는 대부분의 자원과 상품을 자체적으로 조달해야 했다. 많은 장인들이 섬유 산업에서 일하면서 복잡한 양모 디자인의 옷과 담요를 만들었다. 자급자족을 더욱 뒷받침하듯, 많은 실 타래와 직조기 추가 이 지역에서 발견되었다.
초기 베이의 인구는 같은 가족 내에서 매장과 화장을 모두 행했다. 기원전 9세기에는 그 비율이 50%였는데, 이전에는 화장이 90%로 우세했다. 8세기에는 매장이 70%로 증가했는데, 이는 9세기에 매장이 우세했던 라티움의 영향 때문일 수 있다.
9세기와 8세기에는 인구 밀도와 부장품이 증가했다. 즉, 더 많고 부유한 사람들이 생겨났으며, 또한 부의 격차도 커져 더 부유한 계층이 등장했다. 8세기에는 도예용 물레와 문자가 그리스에서 도입되었다. 이 기간 내내 정착지들은 고원 주변으로 이동했지만, 한 정착지(카살레 델 포소)는 기원전 9세기 말부터 기원전 6세기 초까지 고원 북쪽에 묘지를 계속 유지했다.

### 로마와의 갈등
베이의 기록된 역사는 초기 수세기 동안 모든 이탈리아 도시의 역사와 마찬가지로 드물고 신뢰할 수 없다.
티투스 리비우스(700년 후 저술)에 따르면 피데나이와 베이 사람들은 기원전 8세기 고대 로마의 신화적인 초대 왕 로물루스 통치 기간에 로마와의 전쟁에서 패배했다.
플루타르코스(기원후 1세기에 더 늦게 저술)는 그들에 대해 다음과 같이 말한다:
처음으로 (로물루스에게 반대한) 사람들은 광대한 영토와 큰 도시를 가진 투스카니(현재 라치오주에 위치)의 베이 사람들이었다. 그들은 피데나이가 자신들의 것이라고 주장하며 전쟁을 시작할 기회를 잡았다....

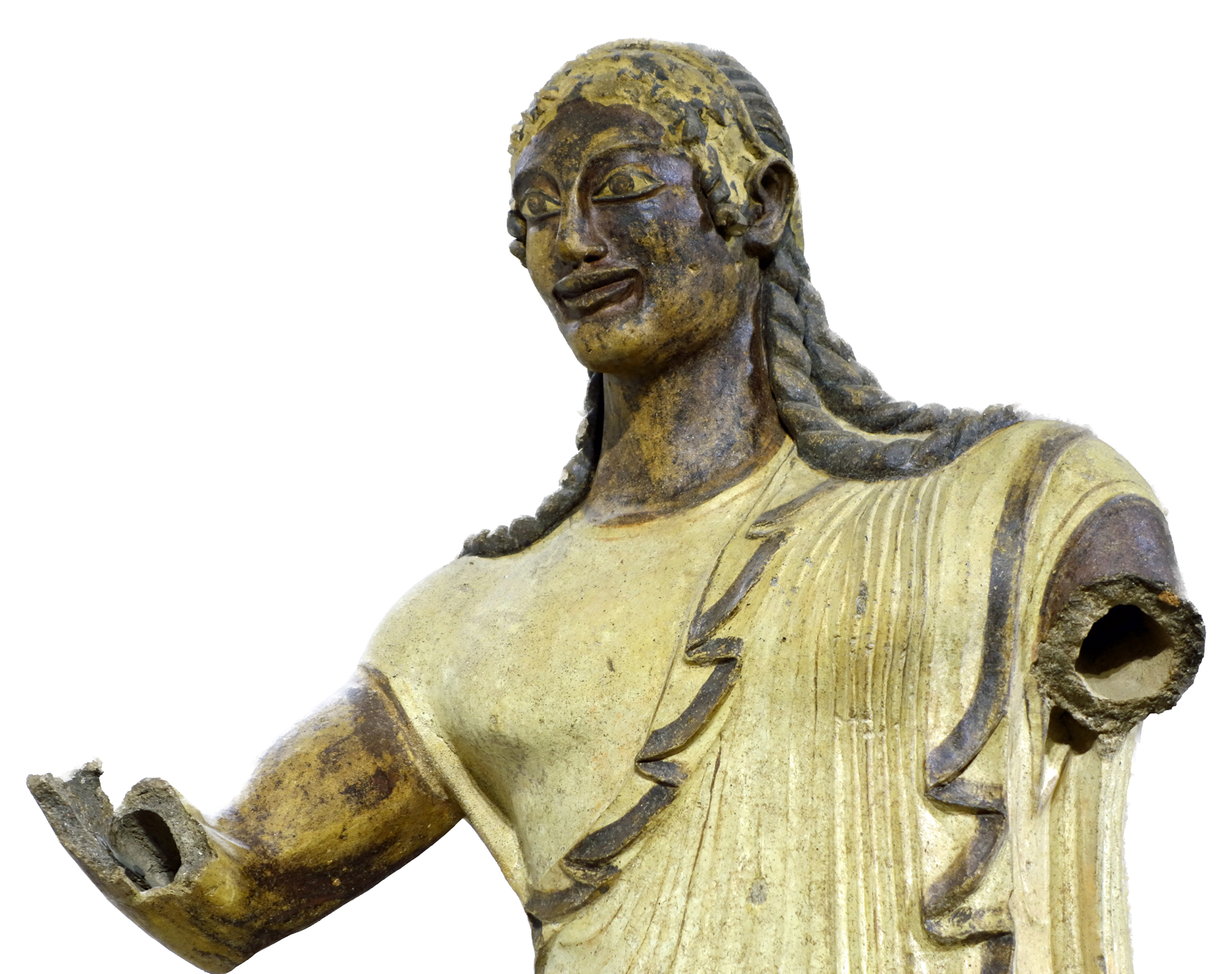
로마의 빌라 줄리아 박물관에 있는, 기원전 510년경의 베이의 아폴로상.

피데나이와 베이는 기원전 7세기 로마의 제3대 왕 툴루스 호스틸리우스 통치 기간에 로마에 의해 다시 패배했다고 전해진다.
기원전 6세기, 로마의 제6대 왕 세르비우스 툴리우스는 베이(이전의 휴전 만료 후)와 에트루리아인들과 전쟁을 벌였다. 그는 이 전역에서 용맹함을 보였고 적군의 대군을 격파했다고 한다. 이 전쟁은 그가 로마에서의 지위를 공고히 하는 데 도움이 되었다.
기원전 509년 로마 왕정이 전복된 후, 타르퀴니우스 수페르부스 일가는 에트루리아의 카에레로 망명했다. 타르퀴니우스는 처음에는 타르퀴니우스의 음모로, 실패하자 무력으로 왕위를 되찾으려 했다. 그는 타르퀴니아와 베이 도시들을 설득하여 자신을 지지하게 했고, 실바 아르시아 전투에서 그들의 군대를 이끌고 로마와 맞섰다. 로마군은 승리했고, 티투스 리비우스에 따르면 타르퀴니아 군대는 우익에서 잘 싸워 로마의 좌익을 처음에는 밀어붙였지만, 좌익의 베이 군대는 로마인들에게 패배하는 데 익숙했기 때문에 흔들리고 전장에서 도주했다고 기록되어 있다. 전투 패배 후 베이 군대는 본국으로 돌아갔다. 티투스 리비우스는 나중에 기원전 509년에 집정관 푸블리우스 발레리우스 푸블리콜라가 베이 사람들과 싸우러 돌아왔다고 썼다.
기원전 5세기, 로마 귀족 가문인 파비우스 가문은 피데나이 바로 외곽의 에트루리아 마을로 이주했다. 지역 사회의 갑작스러운 부의 증가는 많은 에트루리아 시민들이 임박한 경제 붕괴를 걱정하게 만들었다. 곧 양측에서 전투가 발발하여 결국 전쟁으로 이어졌다. 초기 분쟁 이후의 사건 순서는 널리 전설로 간주된다. 베이의 전사들이 300명의 파비우스를 살해하여 공동체 나머지 사람들에게 공포를 심어주기 위해 한 명을 제외한 모두를 죽게 했다고 전해진다.
베이의 가장 유명한 왕은 라르스 톨룸니우스였는데, 그의 가문은 베이 귀족의 일부였고 기원전 438년에 로마와 전쟁을 일으켰다. 근처의 로마 식민지 피데나이는 로마에 반란을 일으키고 베이와 동맹을 맺어 톨룸니우스가 피데나이 군대를 통제하게 되었다. 로마인들은 설명을 요구하기 위해 네 명의 사절을 보냈지만 그들은 살해당했다. 로마는 베이에 선전포고를 하고 군대와 함께 루키우스 세르기우스를 보냈고, 그는 피데나이 전투에서 승리했지만 로마군의 손실이 너무 커서 비상사태가 선포되었다. 기원전 437년 팔레리이에서 온 병력이 보강된 베이와의 격렬한 전투는 호민관 아울루스 코르넬리우스 코수스가 톨룸니우스를 말에서 떨어뜨려 창으로 죽이기 전까지는 결판이 나지 않았다.
기원전 406년, 로마는 여전히 강력하고 잘 요새화된 베이와 그 동맹인 팔레리이와 카페나에 선전포고를 했고, 이로 인해 로마군은 여러 해 동안 지속되는 공성전을 시작해야 했다. 플루타르코스는 다음과 같이 말한다.

베이는 에트루리아의 수도였으며, 로마에 비해 병력이나 군인의 수에서 뒤지지 않았고, 재산과 사치에 의지하고 세련됨과 호화로움을 자랑하며 영광과 제국을 위한 많은 명예로운 싸움에 로마인들과 함께 참여했다 .......... 도시는 모든 종류의 공격 및 방어 무기, 곡물 및 모든 종류의 식량으로 가득 차 있었으므로, 그들은 즐겁게 공성전을 견뎌냈다.
10년 후인 기원전 396년에 로마인들은 카밀루스를 독재관으로 임명했다. 네피에서 팔레리이와 카페나를 모두 물리친 카밀루스는 베이에 대한 최종 공격(베이 전투)을 지휘했다. 그는 성벽 아래의 부드러운 응회암을 파고들어 베이 사람들의 주의를 성벽 공격으로 돌리면서 도시의 배수 시스템을 통해 요새로 잠입하여 그들을 물리쳤다. 베이의 완전한 파괴에만 관심이 있었고 항복에는 관심이 없었던 로마인들은 모든 성인 남성 인구를 학살하고 모든 여성과 아이들을 노예로 삼았다. 전리품은 매우 풍부하고 광범위했으며, 유노의 조각상도 로마로 가져갔다.
카밀루스는 빈곤과 공간 문제를 해결하기 위해 로마 도시의 절반을 베이로 이주시키려는 평민들의 계획에 반대하여 귀족들을 지지했다. 카밀루스는 의도적으로 이 프로젝트를 중단될 때까지 연장했다.

### 로마 시대 이후의 역사
도시는 곧 로마의 지배 아래 편입되었고, 학술 문헌에서는 "에트루리아 베이"와 대조적으로 "로마 베이"라고 불린다. 제국 시대에는 로마인들이 이 도시를 무니키피움 아우구스투스 베이엔스(Municipium Augustum Veiens)라고 불렀다. 도시는 로마의 정복 이후 이전의 부나 인구를 회복하지 못했다. 그럼에도 불구하고 알리아 전투에서 로마가 패배한 후, 많은 로마 병사들이 그곳으로 도망쳤고, 로마를 버리고 베이로 옮겨가자는 계획이 제안되었으나, 이 계획은 카밀루스에 의해 성공적으로 반대되었다.
로마인들은 이 지역에 부유한 빌라를 지었고, 수에토니우스에 따르면 리비아 드루실라도 그곳에 부동산을 소유하고 있었다.
베이는 로마 시대 이후 결국 버려졌고, 가치 있거나 유용한 모든 것은 현장에 접근할 수 있는 모든 사람에 의해 제거되었다. 마침내 쟁기질할 땅으로 채워지고 평탄화되어 17세기 골동품 수집가 라파엘로 파브레티에 의해 재발견될 때까지 잊혀졌다.

### 아게르 베이엔타누스(Ager Veientanus)
로마 제국 내 도시 국가의 영토는 로마 법률 용어로 아게르(ager)였다. 이 법은 여러 가지 미묘한 구분을 두었지만, 아게르란 주로 '공공 영토'(ager publicus), 즉 국가에 속한 토지를 의미했으며, 당시에는 주로 농업용(ager는 '들판')이었다.
아게르 베이엔타누스(즉, 베이의 영토)는 하류 티베르강의 오른쪽 강둑과 해안 사이의 전체 지역, 즉 남부 에트루리아 전체를 포함했다. 북서쪽 경계는 북쪽으로 몬티 사바티니와 브라차노 호수까지 서쪽으로 뻗어 있었을 것이다.
에트루리아 시대에 아게르 베이엔타누스는 고대 숲의 잔재인 실바 키미니아와 시골을 공유했는데, 로마인들은 이를 미신적인 공포로 여겼다.
아게르 베이엔타누스는 제2차 세계 대전 이후 로마시가 교외로 확장되고 개발될 것이 분명해질 때까지 대부분 농업 지역으로 남아 있었다. 게다가 새로운 쟁기질 방법은 흙을 1미터 깊이로 뒤집어 표면의 모든 증거를 파괴했다. 당시 영국 로마 학원의 관장이었던 존 브라이언 워드-퍼킨스는 아게르 베이엔타누스의 모든 보이는 유물을 목록화하는 남부 에트루리아 조사(1954–1968)를 시작했다. 이 조사는 1968년에 출판되었다.
거의 30년 후인 1997년, 이탈리아 정부는 서쪽으로는 카시아 가도, 동쪽으로는 플라미니아 가도, 북쪽으로는 캄파냐네제 가도, 남쪽으로는 로마 시 사이에 14,984 헥타르 (37,030 ac)에 달하는 베이 지역 자연공원을 조성하여 그 지역의 일부를 보호하기 위해 움직였다. 공원 안에는 캄파냐노디로마, 카스텔누오보디포르토, 포르멜로, 말리아노로마노, 마차노로마노, 모를루포, 리아노, 사크로파노 및 로마 시의 XX 구역의 코무니가 있다.

## 같이 보기
- 베이의 아폴로
- 에트루리아인
- 라르스 톨룸니우스
- 포르토나치오 (베이오)
- 로마 공화국
- 실바 키미니아
- 로마-에트루리아 전쟁
- 웨쉐쉬
- 포조 솜마빌라 고고학 유적지
- 티베르 계곡

## 참고 문헌
- Dennis, George (2009) [1848]. 〈Chapter I Veii – The City〉. 《The Cities and Cemeteries of Etruria》. London, Chicago: John Murray, LacusCurtius.
- “The Park of Veio: Our concern” (PDF). Parco Regionale di Veio. 22 July 2011에 원본 문서 (PDF)에서 보존된 문서. 15 June 2009에 확인함.
- Hemphill, Patricial (Winter 1970). 《An Archaeological Survey of Southern Etruria》 (PDF). 《Expedition》. 2009년 6월 18일에 확인함.
- Quilici, L., S. Quilici Gigli, R. Talbert, T. Elliott, S. Gillies (2021년 5월 3일). “Places: 423116 (Veii)”. Pleiades. 2012년 3월 7일에 확인함.

## 더 읽어보기
- 보이타니, 프란체스카, 및 우고 푸스코. 2015. "베이에서 발견된 새로운 미트라 신전 부조." Archeologia Classica 66: 519–546.
- 카시노, 로베르타, 헬가 디 주세페, 및 헬렌 L. 패터슨 (편집). 2012. 베이: 고대 도시의 역사적 지형학: 존 워드-퍼킨스의 조사 재연구. 영국 로마 학원 고고학 모노그래프 19. 런던: 영국 로마 학원.
- 닐스, 제니퍼. 2008. "베이의 포르토나치오 신전의 니오베(?)." Etruscan Studies 11, no. 1: 35–48. doi:10.1515/etst.2008.11.1.35
- 포터, T. W. 1979. 남부 에트루리아의 변화하는 풍경. 런던: 폴 엘렉.
- 사비아노, 조반나, 루치아나 드라고, 페르디난도 펠리, 및 마우리치오 비올로. 2002. "베이(에트루리아)의 건축 장식, 도자기 및 테라코타: 예비 연구." Periodico Di Mineralogia 71: 203–215.
- 스컬러드, H. H. 1967. 에트루리아 도시들과 로마. 이타카, 뉴욕: 코넬 대학교 출판부.
- 워드-퍼킨스, 존 브라이언. 1961. "베이: 고대 도시의 역사적 지형학." Papers of the British School at Rome 29, no. 16: 1–123.